# Ніберт
Ніберт (нід. Niebert, нід. вимова: [ˈni.bɛrt]) — село в нідерландській провінції Гронінген. Входить до муніципалітету Вестерквартір.
Його площа становить 4,24км², а населення станом на 2021 рік складало 745 осіб.

## Галерея

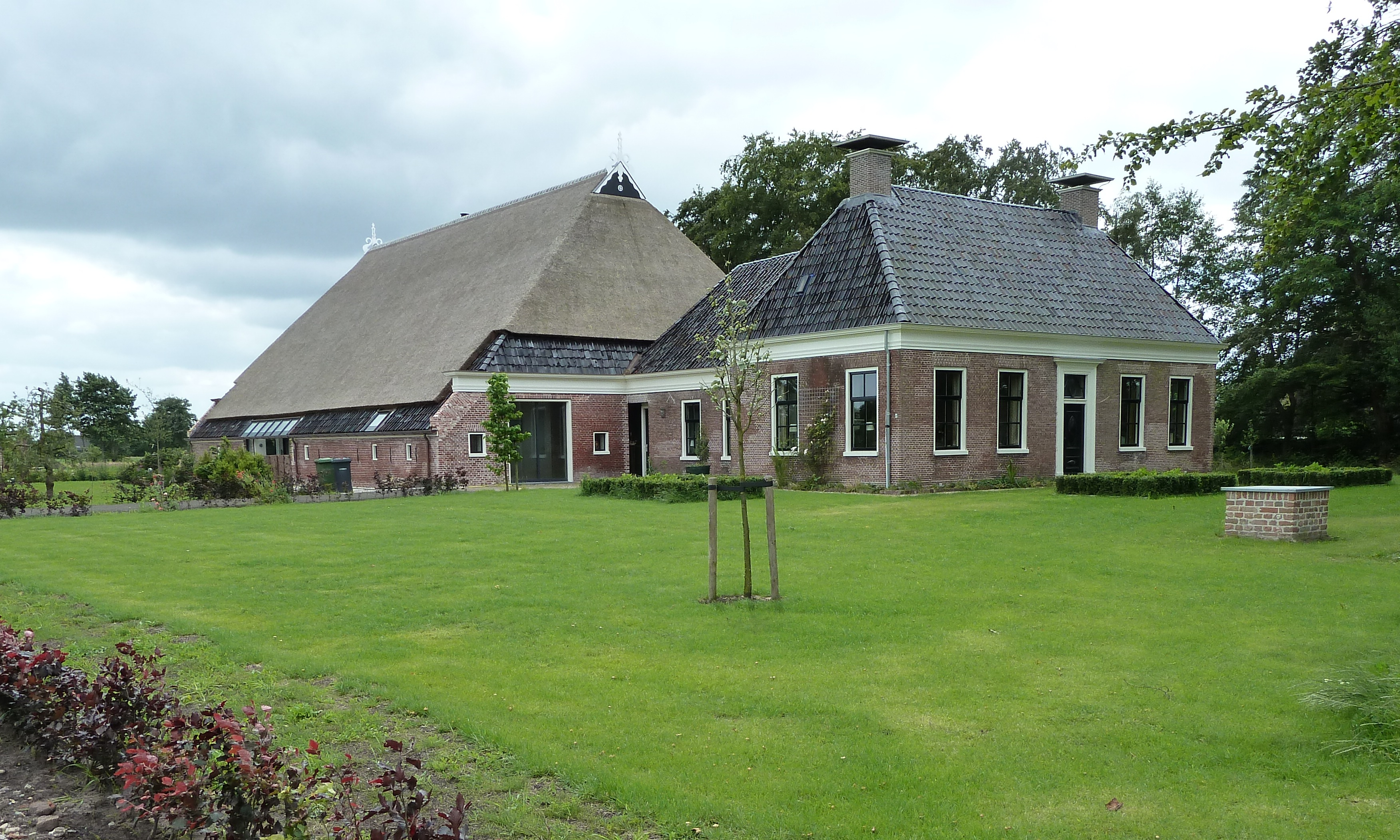
Ферма
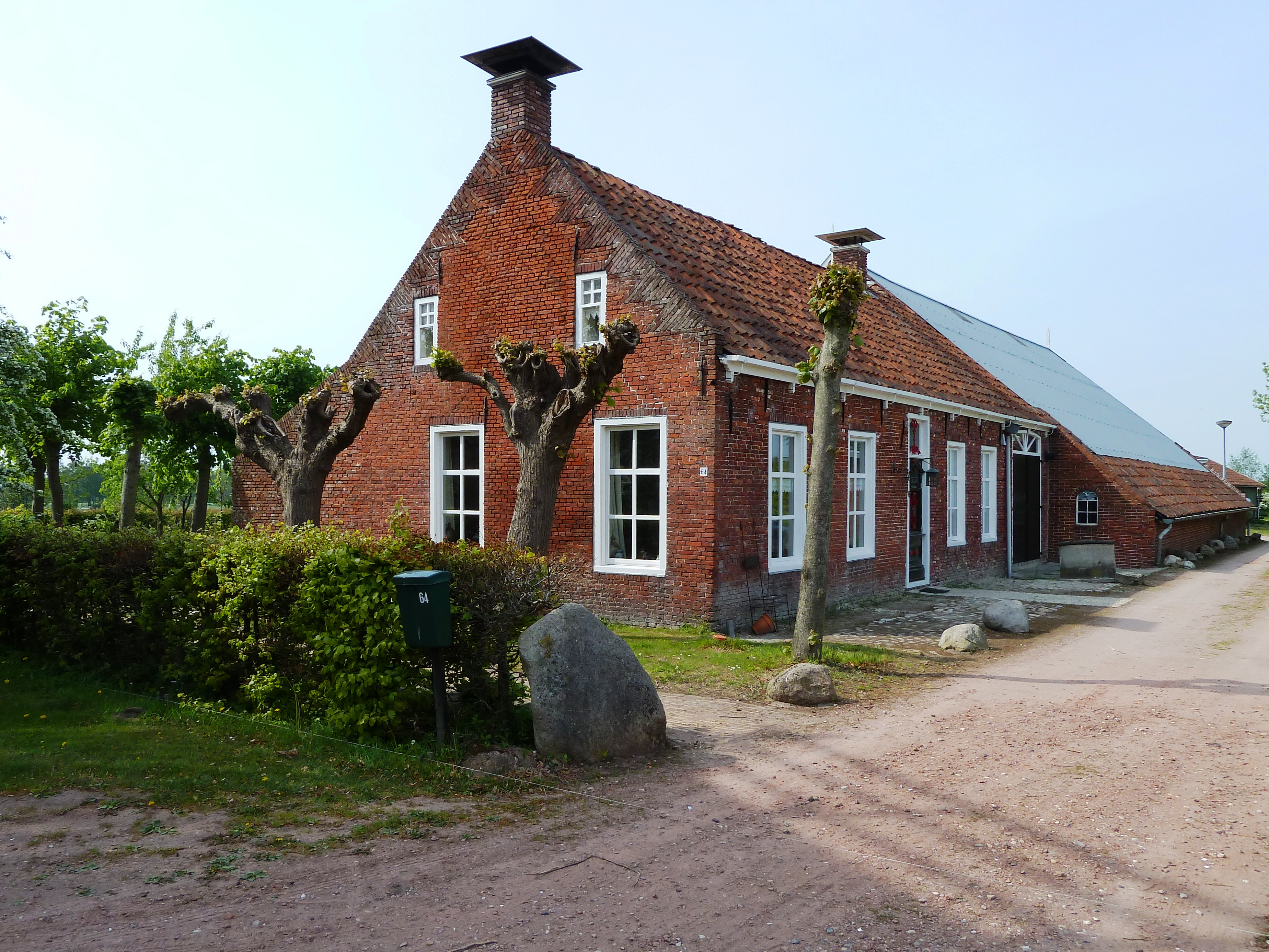
Будинок млинарні
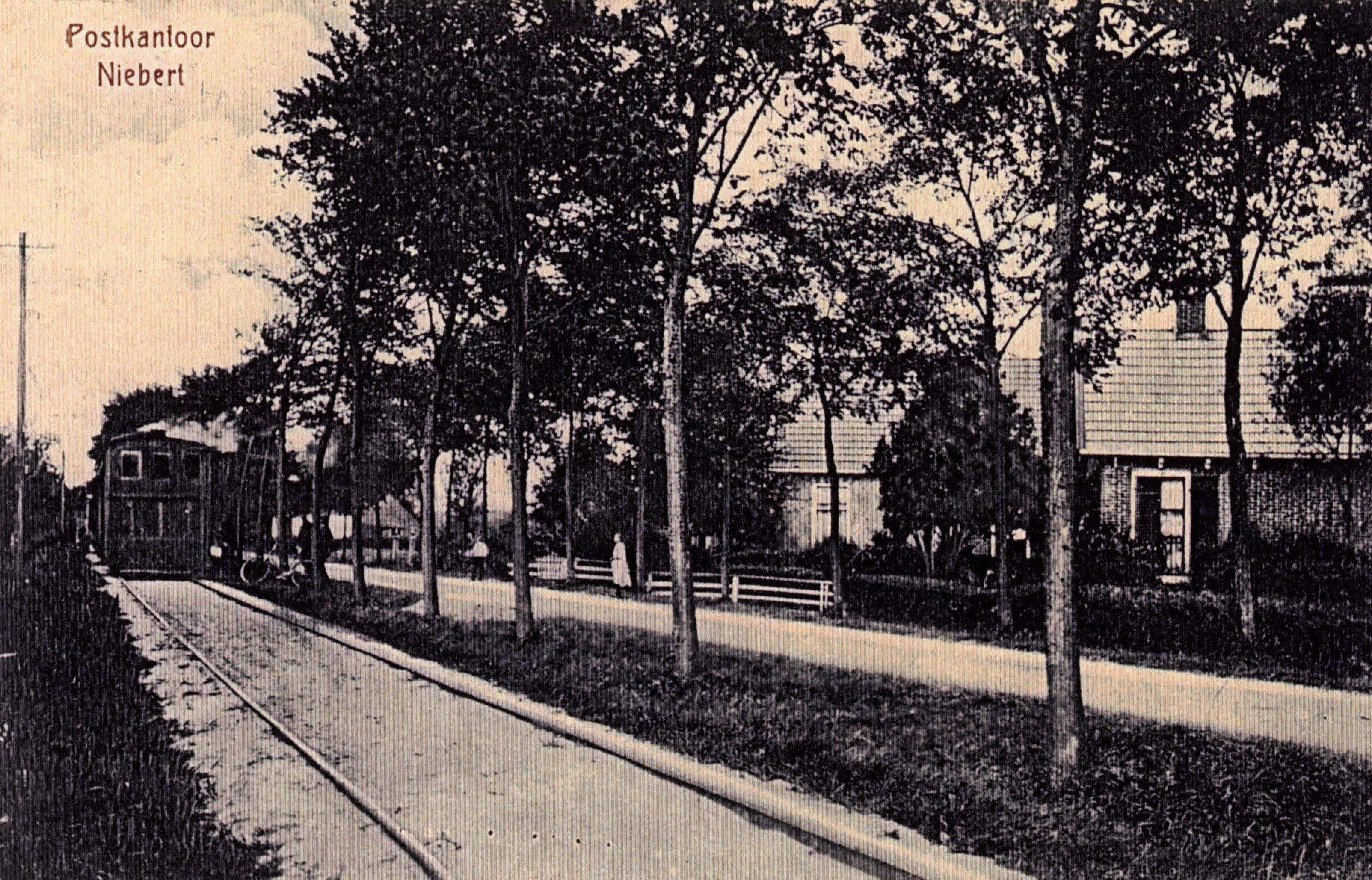
Стара трамвайна лінія
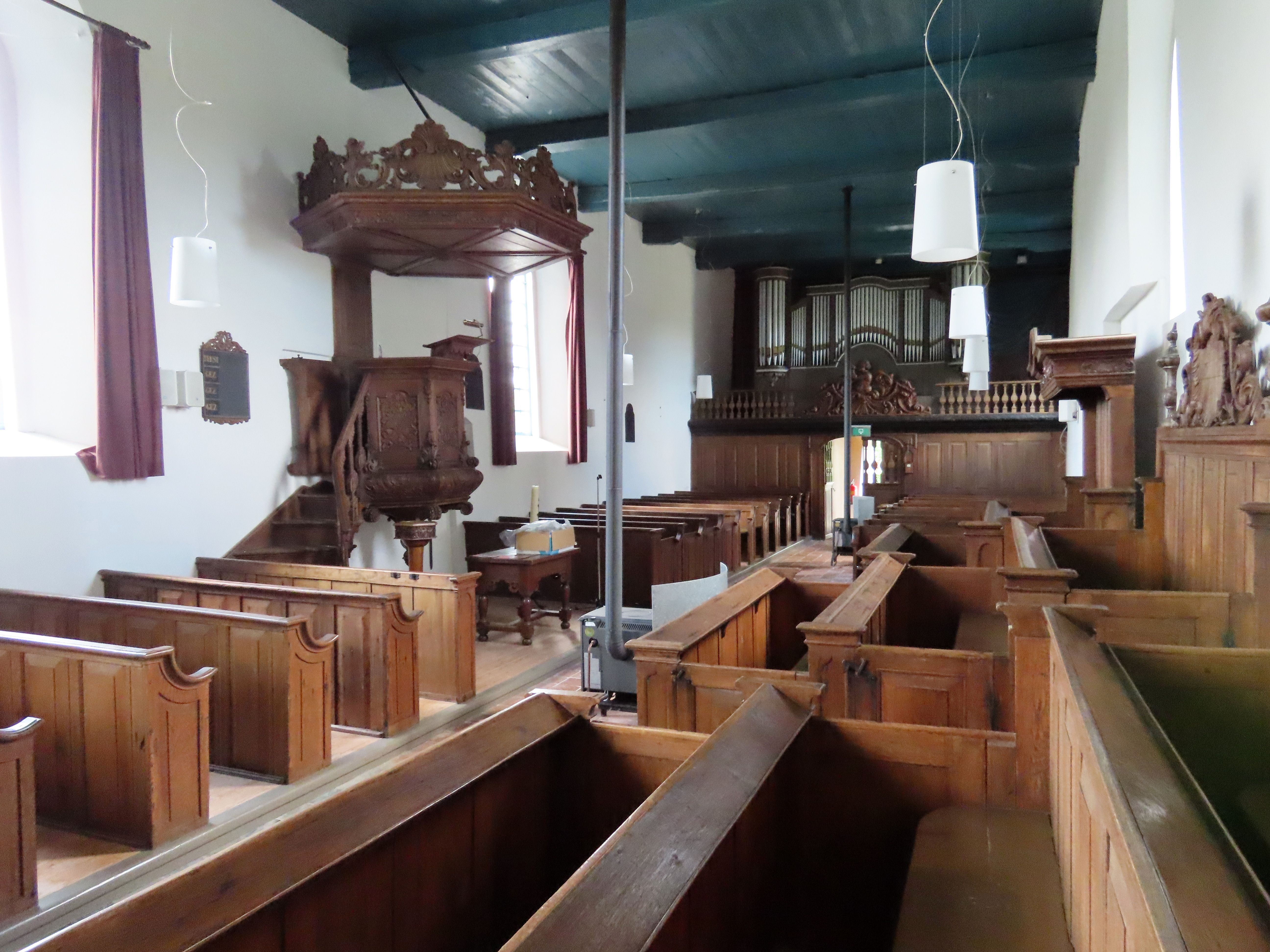
Інтер'єр церкви